# محمد زائوی (بازیکن فوتبال)
محمد زائوی (انگلیسی: Mohamed Zaoui؛ زادهٔ ۱۱ فوریهٔ ۱۹۸۰) بازیکن فوتبال اهل فرانسه است.